# Fernando Binvignat
Fernando Binvignat Marín (Coquimbo, 6 de junio de 1903 - ibídem, 8 de febrero de 1977) fue un profesor de castellano y poeta chileno, reconocido con el Premio Regional de Literatura en 1975.

## Biografía
Nació el 6 de junio de 1903 en el sector denominado La Cantera en Coquimbo. Hijo de Enrique Binvignat Gibson y Rosa Elvira Marín García. Sus primeros estudios los realizó en el colegio San Antonio y posteriormente ingresó al Liceo de Hombres Gregorio Cordovez de La Serena, en donde posteriormente se desempeñaría como profesor de castellano y filosofía. Además, trabajó como profesor en otros establecimientos educacionales de La Serena y Coquimbo: el Liceo Gregorio Cordovez (del cual es creador del himno), la Escuela de Minas de La Serena, el Liceo Nocturno de Coquimbo, el Instituto Superior de Comercio de Coquimbo (realizando el curso "Técnica de la Expresión") y el Liceo Coeducacional Diego Portales.
Trabajó como cronista y escritor en varios periódicos y revistas, especialmente los diarios El Norte, El Regional y El Día. En 1947 fue declarado Hijo Ilustre de La Serena, luego de ganar el Premio Único de Poesía del Norte. En 1960 fue designado Miembro de Número de la Academia de la Lengua. Premio Regional de Literatura del Círculo Literario Carlos Mondaca Cortés (1975).
Falleció en Coquimbo el 8 de febrero de 1977. En su honor, en 1979 un grupo de amigos, exalumnos y seguidores fundó en Coquimbo el Instituto de Artes y Letras "Fernando Binvignat Marín" con el fin de promover diversas actividades culturales.

## Obras
- Canto humilde, poesía, 1922
- Elegía, poesía, 1924
- La luna de oro, poesía, 1926
- Ciudad de bronce, poesía, 1930
- Cántaro, poesía, 1934
- Calle de la Merced, poesía, 1940
- Versos de amor, poesía, 1953
- Madrigal de palomas, poesía, 1964
- El príncipe feliz, poesía, (versificación de la obra de Oscar Wilde), 1965